# Ракитниця (Видинська область)
Раки́тниця (болг. Ракитница) — село у Видинській області Болгарії. Входить до складу общини Брегово.

## Населення
За даними перепису населення 2011 року у селі проживали 403 особи, з них 398 осіб (99,0%) — болгари.
Розподіл населення за віком у 2011 році:
Динаміка населення: